# استان قزل‌اوردا
استان قِزِل‌اوردا (به قزاقی: Қызылорда облысы،  قىزىلوردا وبلىسى) یکی از استان‌های کشور قزاقستان است که در جنوب این کشور واقع شده‌است. مرکز این استان شهر قزل‌اوردا است.

## تاریخ و پیشینه
استان قزل‌اوردا شامل پایین‌دست‌ترین سواحل رود سیردریا و همین‌طور بخش‌های قزاقستانی دریای آرال می شود.
این منطقه از گذشته تا به امروز، محل سکون جوز کوچک از «جوز»های سه‌گانهٔ مردم قزاق بوده است. در اوایل قرن ۱۹ میلادی، خانات خوقند که مرکز آن، مناطق بالادست‌تر رود سیردریا، منجمله حوالی تاشکند ووادی فرغانه بوده، شهر و دژی به نام «آق‌مسجد» (مسجدِ سفید، به قزاقی: Ақмешіт، اقمەشىت) را در این منطقه بنا نهاد. 
از دههٔ‌ ۱۸۵۰ میلادی به بعد، تصرف ساحل دریای آرال و رود سیردریا در قالب سیاست‌های استعماری روسیهٔ تزاری قرار گرفت. از همین‌سو، در سال ۱۸۵۳ میلادی، ارتش تزاری به فرماندهی واسیلی پروفسکی، با بهانهٔ دفاع از قزاقان «جوز کوچک» در این منطقه در مقابل فرماندهان خوقند، شهر «آق‌مسجد» را تصرف کردند. پس از تصرف این شهر، نام آن از «آق‌مسجد» به «پروفسک»  (به روسی: Перовск) تغییر یافت.

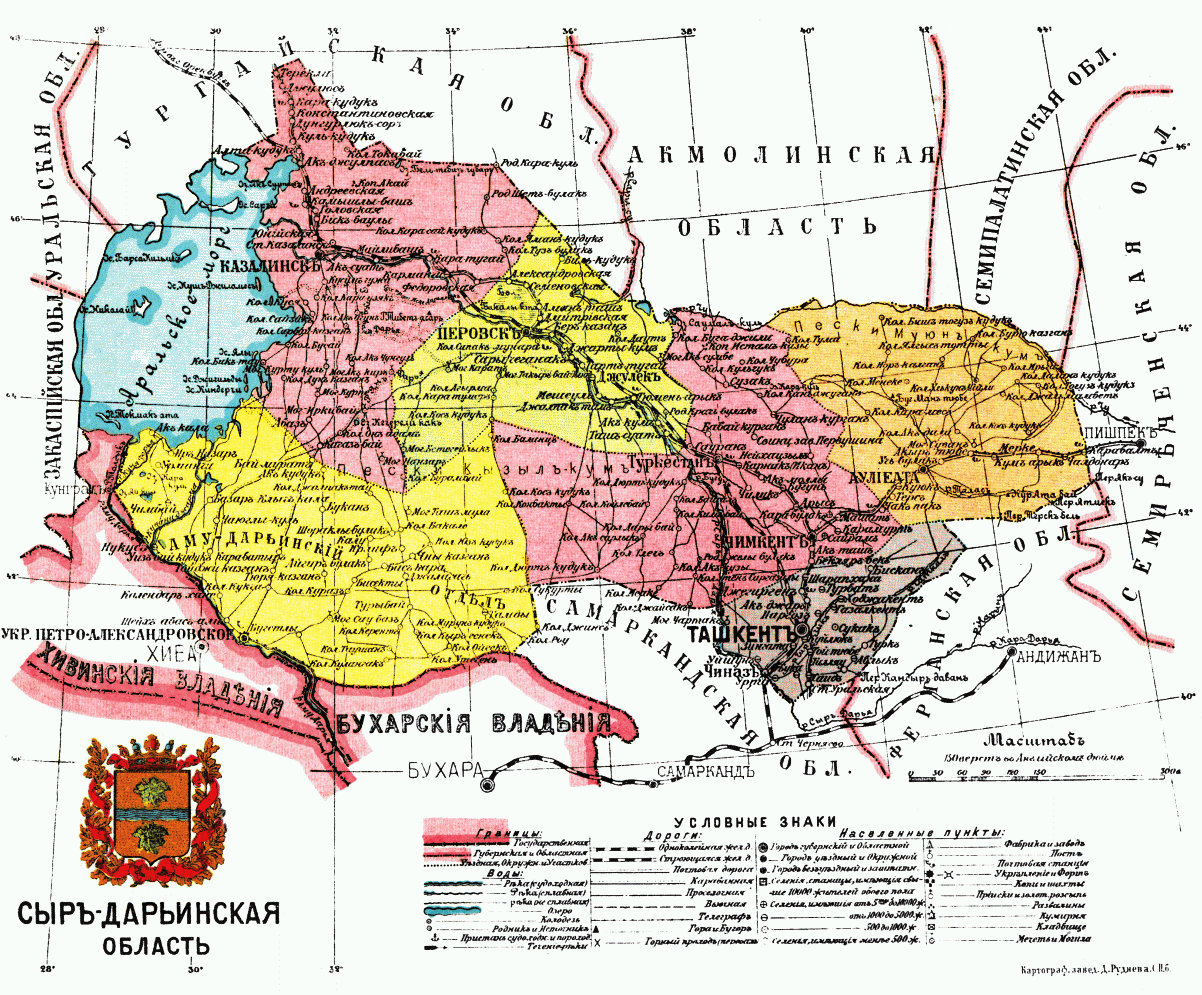
نقشه استان سیردریا تابع فرمانداری کل ترکستان تزاری و شهرستان‌های آن. شهرستان‌ پتروفسک به رنگ سبز و شهرستان قضالی به رنگ قرمز و در حاشیه دریای هنوز خشک‌نشدهٔ آرال نشان داده شده‌اند

از سال ۱۸۶۷ به بعد، این منطقه تحت تابعیت فرمانداری کل ترکستان به مرکزیت تاشکند، و استان سیردریا به مرکزیت تاشکند قرار گرفت. این منطقه شامل دو شهرستان یا «اویِزد»، یعنی پروفسک (قزل‌اوردا امروزی، سابقا «آق‌مسجد») و قضالی (به مرکزیت شهر قضالی) بود.
در سال ۱۹۰۶ میلادی، در ساحل رود سیردریا و از قلب این منطقه، راه‌آهن اورنبورگ-تاشکند کشیده شد و ارتباط این منطقه را با قلب اداری ترکستان و همین‌طور با قلب روسیه تثبیت کرد.
در سال ۱۹۱۷ میلادی، اتحاد جماهیر شوروی سوسیالیستی تاسیس شد. در سال ۱۹۲۲ میلادی، نام «پروفسک» به «آق‌مسجد»‌ برگردانده شد.
در سال ۱۹۲۰ میلادی، قزاقستان خودگردان شوروی، خود در تابعیت روسیه فدراتیو شوروی تاسیس شد، اما مناطق جنوب قزاقستان، چون منطقهٔ قزل‌اوردا هنوز در تابعیت فرمانداری کل ترکستان قرار داشتند.

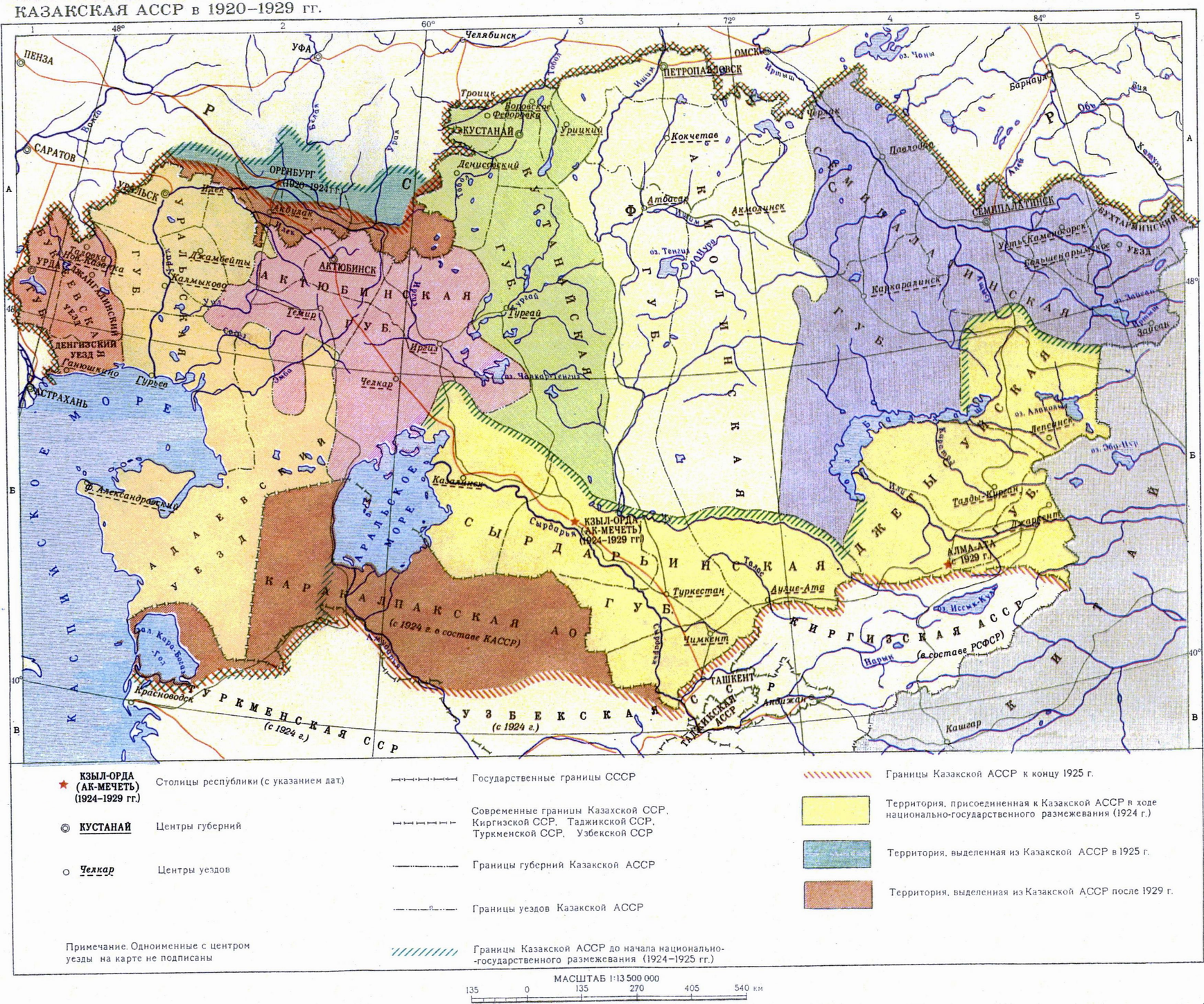
نقشه قزاقستان خودمختار شوروی در سال ۱۹۳۸. استان سیردریا به رنگ زرد در جنوب قزاقستان نشان داده شده‌است

در سال ۱۹۲۵ میلادی، تغییرات عدیده‌ای در این منطقه به وقوع پیوست. در این سال، فرمانداری کل ترکستان منحل شده و پروژهٔ ملت‌سازی در آسیای مرکزی رسما به واقعیت پیوست. با تاسیس ازبکستان شوروی، شهر تاشکند و تعدای از شهرستان‌های استان سیردریا جدا شدند. استان سیر دریا در تابعیت قزاقستان خودگردان شوروی، خود در تابعیت روسیه فدراتیو شوروی قرار گرفت. مرکز اداری استان سیردریا از تاشکند به «آق‌مسجد» منتقل شد. استان سیردریا به مرکزیت «آق‌مسجد»، شامل استان قزل‌اوردا، و استان‌های ترکستان و جامبیل امروزی بود. استان خودمختار قره‌قالپال نیز در همان سال از استان سیردریا جدا شد ولی در تابعیت قزاقستان خودگردان شوروی ماند.
در همان سال ۱۹۲۵ میلادی، با پایتخت قزاقستان خودگردان شوروی از شهر اورنبورگ (که شهری اکثرا روس‌نشین بود)،  به شهر «آق‌مسجد»‌ منتقل شد. در کنگره کشوری شوراها، بنا بر آن شد که در راستای پیشبرد لائیسیته و زدودن نام‌های اسلامی از مکان‌ها، نام «آق‌مسجد» به قزل‌اوردا، به معنای «پایتخت قرمز»، تبدیل شود.
در سال ۱۹۲۹ میلادی، پایتخت قزاقستان از قزل‌اوردا به آلماتی منتقل شد، اما نام «قزل‌اوردا» روی این شهر ماند.
در سال ۱۹۳۵ میلادی، قزاقستان خودگردان شوروی از تابعیت روسیه فدراتیو شوروی مستقل شده و به قزاقستان شوروی ارتقاء یافت.
در سال ۱۹۳۸ میلادی، استان سیردریا تقسیم شده، استان قزاقستان جنوبی به مرکزیت چمکند تاسیس شده و باقی‌ماندهٔ استان سیردریا به «استان قزل‌اوردا» تغییر نام داد.
از سال ۱۹۶۱ میلادی به بعد، این استان، و بالاخص شهر بایکونور (که در آن زمان نام «لنینینسک» را داشت) به مرکز تحقیقات و فعالیت‌های فضای اتحاد جماهیر شوروی سوسیالیستی تبدیل شد.
در سال ۱۹۹۱ میلادی، با فروپاشی اتحاد جماهیر شوروی سوسیالیستی، قزاقستان شوروی به عنوان کشور قزاقستان اعلام استقلال کرد و این منطقه در این کشور جدید قرار گرفت. 
در نتیجهٔ این اتفاق، و به دلیل اهمیت بایکونور برای برنامهٔ تحقیقات فضایی روسیه، از سال ۱۹۹۱ میلادی تا امروزه، این شهر در رهن فدراسیون روسیه قرار دارد.

## شهرها و شهرستان‌ها

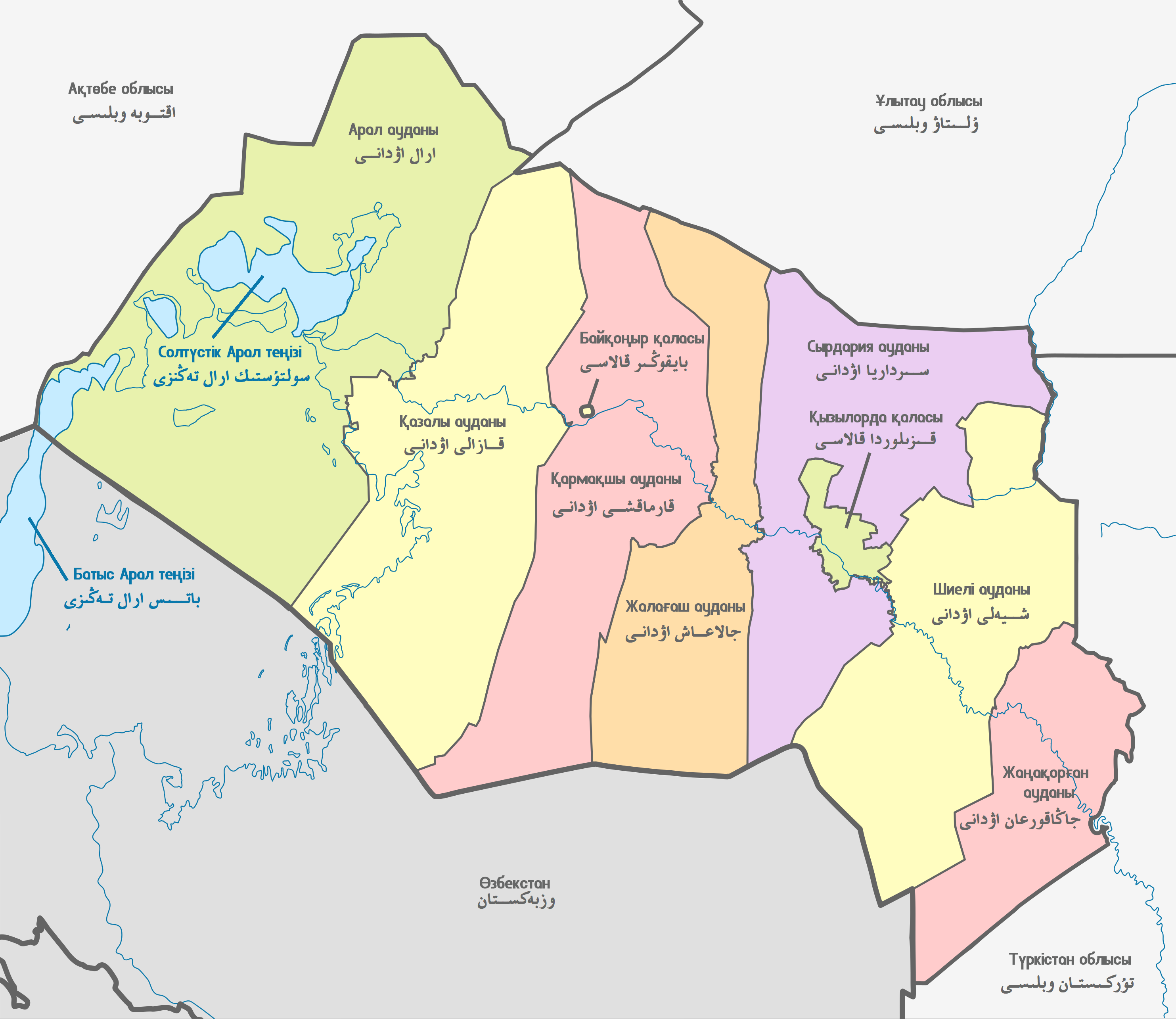
تقسیمات اداری استان قزل‌اوردا در سال ۲۰۲۲ میلادی

استان قزاقستان غربی متشکل از ۱ شهر و ۷ شهرستان می‌باشد. شهر بایکونور نیز، با وجود اینکه رسما در تابعیت این استان می باشد، به عنوان «شهر با اهمیت جمهوری» که در واقع به عنوان مرکز تحقیقات فضایی، در رهن موقت دولت روسیه می باشد.
| ردیف | نام شهر/شهرستان    | نام به قزاقی                        | نام به روسی                                | مساحت(km۲) | جمعیت (سرشماری سال ۲۰۲۱) |
| ---- | ------------------ | ----------------------------------- | ------------------------------------------ | ---------- | ------------------------ |
| -    | شهر بایکونور       | Байқоңыр қаласы بايقوڭىر قالاسى     | город Байконур gorod Baikonur              | ۵۵         | ۳۴٬۲۹۵                   |
| ۱    | شهر قزل‌اوردا       | Қызылорда қаласы قىزىلوردا قالاسى   | город Кызылорда gorod Kyzylorda            | ۲۴۰        | ۳۸۸٬۹۳۹                  |
| ۲    | شهرستان آرال       | Арал ауданы ارال اۋدانى             | Аральский район Aral'skiy rayon            | ۶۸٬۴۰۰     | ۷۷٬۲۱۱                   |
| ۳    | شهرستان جال‌آغاج    | Жалағаш ауданы جالاعاش اۋدانى       | Жалагашский район Zhalagashskiy rayon      | ۲۷٬۱۰۰     | ۳۵٬۴۸۳                   |
| ۴    | شهرستان جانگی‌قرغان | Жаңақорған ауданы جاڭاقورعان اۋدانى | Жанакорганский район Zhanakorganskiy rayon | ۱۶٬۶۰۰     | ۷۸٬۷۴۲                   |
| ۵    | شهرستان چیه‌لی      | Шиелі ауданы شيەلى اۋدانى           | Чиилийский район Chiiliyskiy rayon         | ۳۴٬۳۰۰     | ۸۳٬۸۰۸                   |
| ۶    | شهرستان سیردریا    | Сырдария ауданы سىرداريا اۋدانى     | Сырдарьинский район Syrdar'inskiy rayon    | ۳۹٬۱۰۰     | ۳۷٬۶۱۶                   |
| ۷    | شهرستان قارماقچی   | Қармақшы ауданы قارماقشى اۋدانى     | Кармакшинский район Karmakshinskiy rayon   | ۳۱٬۰۰۰     | ۵۱٬۷۳۰                   |
| ۸    | شهرستان قضالی      | Қазалы ауданы قازالى اۋدانى         | Казалинский район Kazalinskiy rayon        | ۳۷٬۴۰۰     | ۷۷٬۱۰۷                   |